# Райлли, Брайан Патрик
Брайан Патрик Райлли (англ. Brian Patrick Reilly; 12 декабря 1901, Ментона — 29 декабря 1991, Гастингс) — ирландский шахматист.

## Биография
Родился в Ментоне на Французской Ривьере. Связь с Ирландией восходит к его дедушке по отцовской линии, который приехал из Келлса в графстве Мит.
В начале 1920-х годов Райлли присоединился к фирме своего отца в фармацевтическом бизнесе. Сначала дела у компании шли хорошо, но потом она сильно пострадала, когда Британия отказалась от золотого стандарта в начале 1930-х годов. Во время Второй мировой войны Райлли был интернирован Режимом Виши. Вернулся в Англию после окончания войны и стал постоянным шахматным редактором и писателем.
В 1924 году победил в чемпионате шахматного клуба Ницца. В 1927 году поделил пятое место в шахматном турнире в Йере. В 1930 году был десятым на шахматном турнире в Ницце (в турнире победил Савелий Тартаковер). В 1931 победил на турнире в Ницце и был пятым на другом турнире в Ницце, в котором победил Александр Алехин. В 1935 году поделил 4-е — 6-е место в шахматном турнире в Маргите (в турнире победил Самуэль Решевский). В том же 1935 году занял пятое место в турнире в Барселоне (в турнире победили Саломон Флор и Джордж Колтановский) и поделил 5-е — 7-е место в Росасе (в турнире победил Флор). В 1937 году был четвертым в Ницце (в турнире победил Алехин). В 1938 году занял второе место в Ницце за победителем Карелом Опоченским.
Представлял сборную Ирландии на трех шахматных олимпиадах (1935, 1954—1968). Очень гордился своей победой над одним из сильнейших гроссмейстером своего времени Рубеном Файном на 6-й Олимпиаде.  В 1959 и в 1960 году побеждал на чемпионате Ирландии по шахматам.
С 1949 по 1981 год был редактором британского шахматного журнала «British Chess Magazine», установив своеобразный рекорд пребывания в этой должности. В начале 1950-х годов фактически приобрел контроль над этим журналом, когда тот находился в финансовых затруднениях, и превратил его в прибыльный бизнес.